# روجر باوتشر
روجر باوتشر (بالفرنسية: Roger Boucher)‏ هو عازف الأرغن وملحن فرنسي، ولد في 13 يناير 1885 في Le Neubourg ‏ في فرنسا، وتوفي في 20 أكتوبر 1918 في باريس في فرنسا.